# Kambické horizonty
Kambické horizonty (spolu s iluviálními horizonty označovány jako horizont B) jsou diagnostické horizontální celky půdního profilu určující charakter půdotvorných procesů v nich probíhajících. Nacházejí se zpravidla pod E horizonty a nad Ca horizontem. 
V některých půdách tyto horizonty mohou chybět. Jsou charakterizovány mírně kyselou až kyselou půdní reakcí (vyjma rendzin s mírně alkalickou půdní reakcí), chemickým zvětráváním prvotních minerálů, z nichž se uvolňuje železo a hnědnutím. V těchto půdách dochází k migraci hliníku a částečně i železa. Mají barvu tmavě hnědou a někdy vzhledem k přítomnosti železa i rezivou. Dělí se dále na Ba, Bv a Bvs, Bvr, Bag a Bca.

## Rozdělení
- Ba – kambický metamorfovaný horizont. Nachází se na jílovitých břidlicích a odvápněných slínech.
- Bv – kambický horizont s hnědým zbarvením. Má konstantní poměr železa a jílu.

- Bvs – kambický horizont rezavě-hnědého zbarvení. Rezavá barva je způsobena vyšším podílem železa. V tomto horizontu dochází k migraci hliníku.
- Bvr – kambický horizont s červeným zbarvením, které vzniká procesem hnědnutí. Obsahuje krystalické železo.
- Bag – kambický metamorfovaný oglejený horizont. Vyskytuje se na těžších půdách. Dochází v něm k procesu oglejení. Obsahuje rezavě-hnědé konkrece.
- Bca – kambický horizont hnědé barvy na karbonátových svazích. Patrná přítomnost vápníku.